# Aaseter

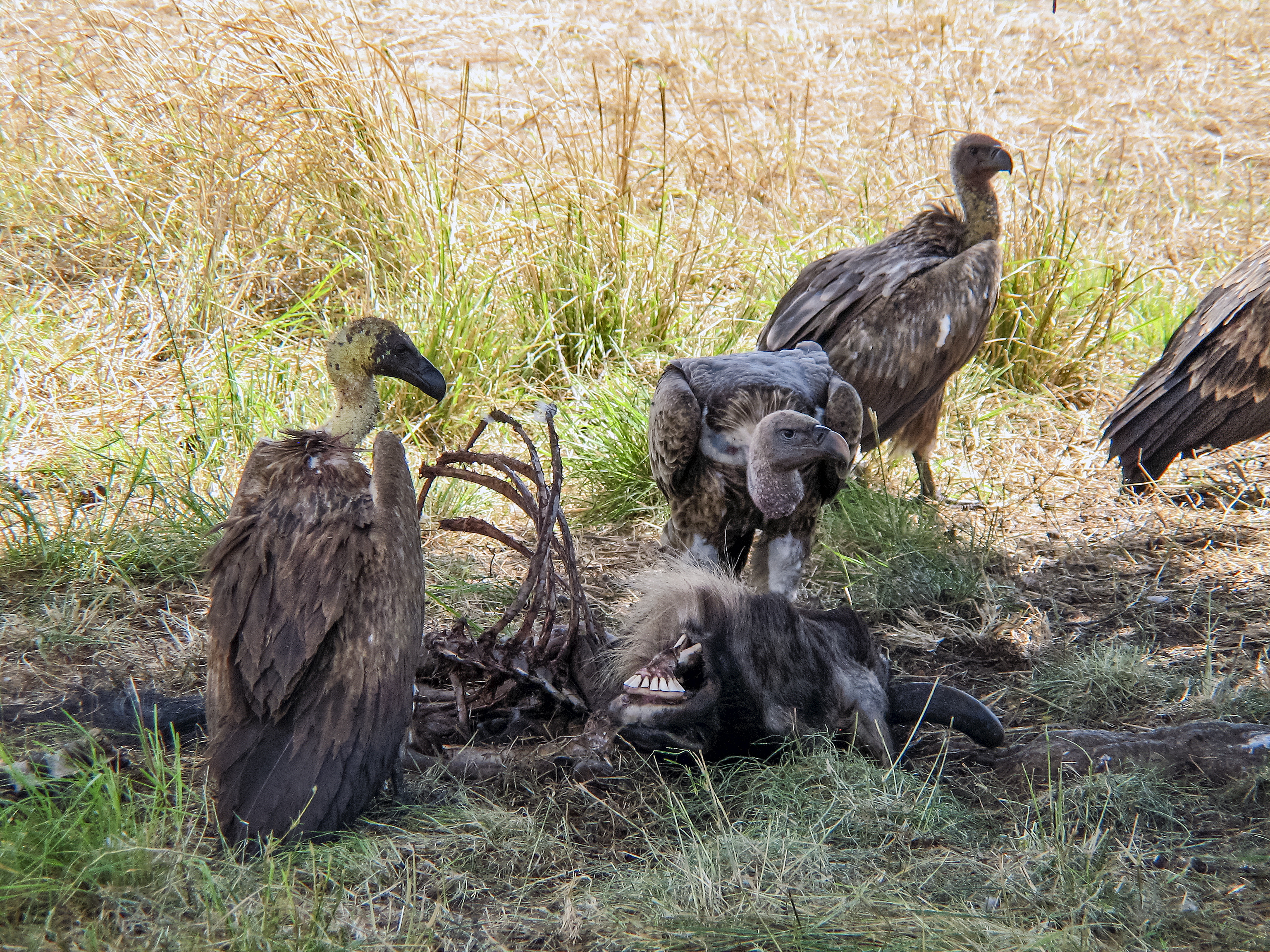
Witruggieren (Gyps africanus) pluizen het karkas van een gnoe uit

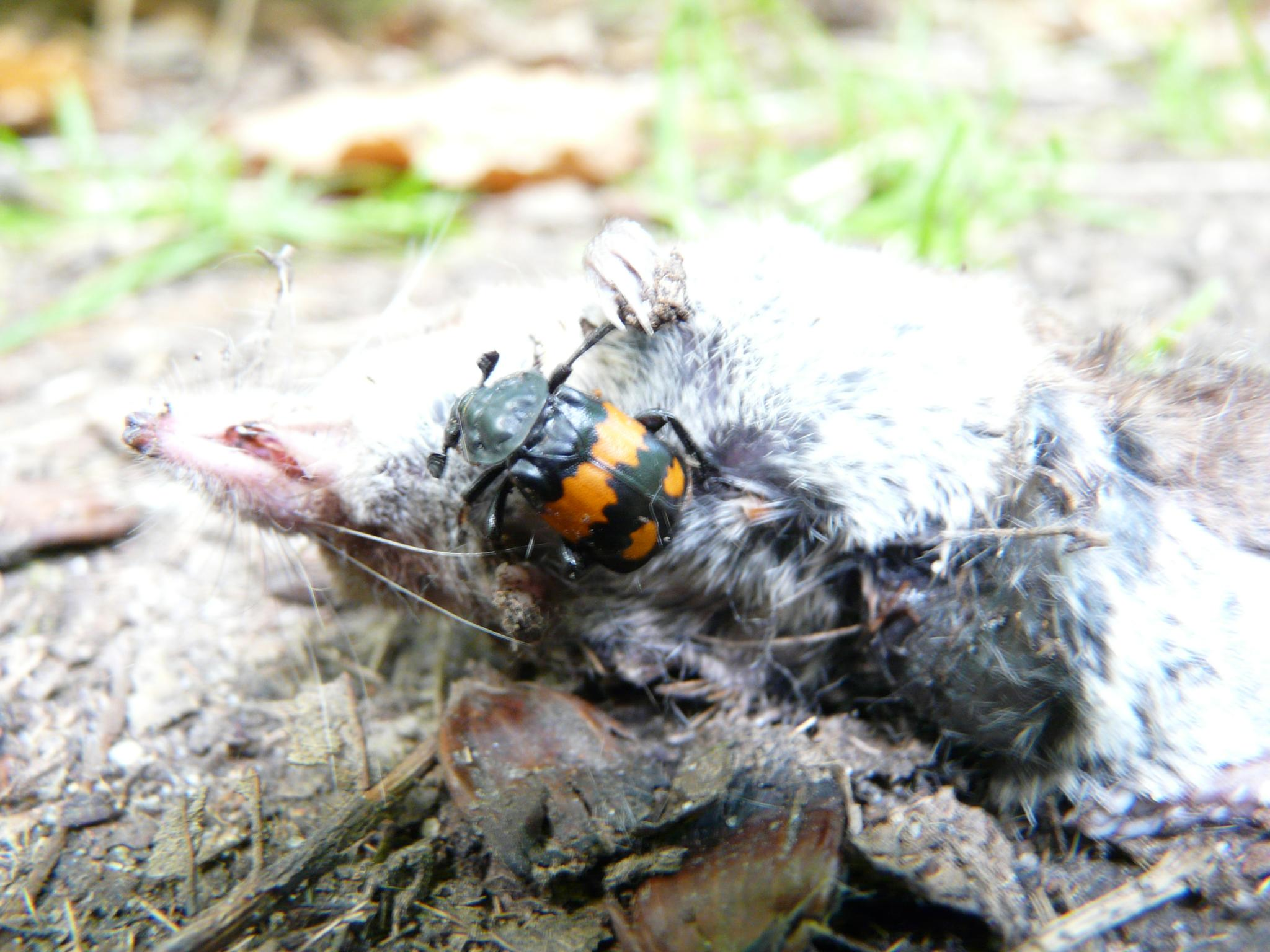
De doodgravers (hier de gewone doodgraver; Nicrophorus vespilloides) behoren tot de kadaverfauna

Een aaseter is een dier dat (deels) leeft van dierlijke resten, en niet zelf op voedsel jaagt. Aaseters kunnen groot of klein zijn. Veel insecten zijn bijvoorbeeld aaseters. De aasgier is een voorbeeld van een grote aaseter. De term aaseter is een informele aanduiding die gebruikt wordt bij het indelen van diersoorten op basis van hun voedingspatroon. Aasetende dieren – ook die niet uitsluitend aas eten – worden ook wel aangemerkt als kadaverfauna. 
Aaseters worden over het algemeen aangetrokken door een lijkengeur. Ze kunnen vaak op grote afstand al ruiken in welk stadium van ontbinding een kadaver verkeert. De eierlevendbarende grijze vleesvlieg en andere soorten vleesvliegen arriveren al kort na de dood van een dier om hun larven af te zetten die onder andere op aas en open wonden leven. De larven eten niet van het aas zelf maar van organismen die op het dode vlees leven. Als de ontbinding inzet en vordert arriveren er typische aaseters zoals aaskevers (waaronder de doodgravers), wespen, mieren, zwarte kraaien, raven, gieren, ratten, hyena's, vossen en jakhalzen om zich aan de resten tegoed te doen. Uiteindelijk worden de botten door lammergieren, beenderknagers en wormen opgeruimd waarna bijna alle sporen van het kadaver verdwenen zijn. In zee zijn onder meer garnalen en krabben aaseters.
Veel grotere aasetende dieren, zoals veel schildpadden en varanen, leven niet strikt van aas maar eten ook wel levende prooien of ander voedsel.
Het eten van aaseters is binnen het jodendom niet koosjer.